# Apache Derby
Apache Derby è un relational database management system (RDBMS) scritto in Java incorporabile nei programmi scritti in Java e usato per elaborazione delle transazioni online. Ha circa 3.5 MB di occupazione di spazio su hard disk.
Apache Derby è sviluppato come progetto open source sotto la licenza Apache 2.0. Derby era precedentemente distribuito come IBM Cloudscape. Oracle distribuisce i binari stessi come Java DB.

## Componenti tecnologici di Derby

### Derby Embedded Database Engine
Il cuore della tecnologia, il motore di database Derby, è un completo motore di database relazionale funzionante in modo embedded (incorporato). JDBC e SQL sono le A.P.I. (Application programming interface) di programmazione. Ha la sintassi SQL di IBM DB2.

### Derby Network Server
Derby network server di rete aumenta la potenza del motore di database Derby, Derby database engine, fornendo funzionalità tradizionali client-server. Il server di rete consente ai client di connettersi tramite TCP/IP utilizzando il protocollo standard DRDA. Derby Network Server consente al motore database di Derby di supportare in rete JDBC, ODBC/CLI, Perl e PHP.

### Embedded Network Server
Un database integrato può essere configurato per agire come un server RDBMS ibrido / incorporato; ed accettare anche le connessioni TCP / IP da altri clienti oltre al client nella stessa JVM (Macchina virtuale Java).

### Database Utilities
- ij – uno strumento che consente agli script SQL di essere eseguiti nei confronti di qualsiasi database JDBC (Java DataBase Connectivity).
- dblook – Schema strumento di estrazione dati per un database Derby.
- sysinfo – Utility per visualizzare i numeri di versione e il percorso delle classi Java.

## Storia
Apache Derby è stato creato da Cloudscape Inc, a Oakland, California, iniziativa imprenditoriale fondata nel 1996 per sviluppare tecnologie database scritti in Java. La prima release del motore database, che allora si chiamava JBMS, è stata nel 1997. Successivamente il prodotto è stato ribattezzato Cloudscape e rilasci sono stati effettuati circa ogni sei mesi.
Nel 1999 Informix Software, Inc., acquista Cloudscape, Inc. Nel 2001 IBM acquisisce il ramo database di Informix Software, incluso Cloudscape. Il database è stato rinominato IBM Cloudscape concentrandosi principalmente sull'uso embedded con i prodotti Java di IBM e i software middleware.
Nell'Agosto 2004 IBM effettua la contribuzione del codice alla Apache Software Foundation come Derby, un progetto in incubazione sponsorizzato da Apache DB project. Nel luglio 2005 il progetto Derby è promosso da Apache Incubator e ora è in fase di sviluppo come un sotto-progetto di Apache DB, un progetto di alto livello (Top Level Project) di Apache.
Prima di promuovere Derby dall'incubazione, Sun Microsystems aderisce al progetto Derby con l'intento di utilizzare Derby come componente di propri prodotti, e con il rilascio di Java 6 in dicembre 2006, Sun comincia a pacchettizzare Derby nella Java Development Kit (JDK) denominandolo Java DB.
Nel marzo 2007 IBM annuncia che avrebbe ritirato la commercializzazione e il supporto per il prodotto Cloudscape, ma che continuerà a contribuire al progetto Apache Derby.

## Comparazione con gli altri database SQL Java incorporati
In termini di velocità di esecuzione, Derby non ha performance migliori in qualche comparazione con altri database SQL incorporati come altri database free e open source tipo H2 (DBMS).